# Ilha Meade

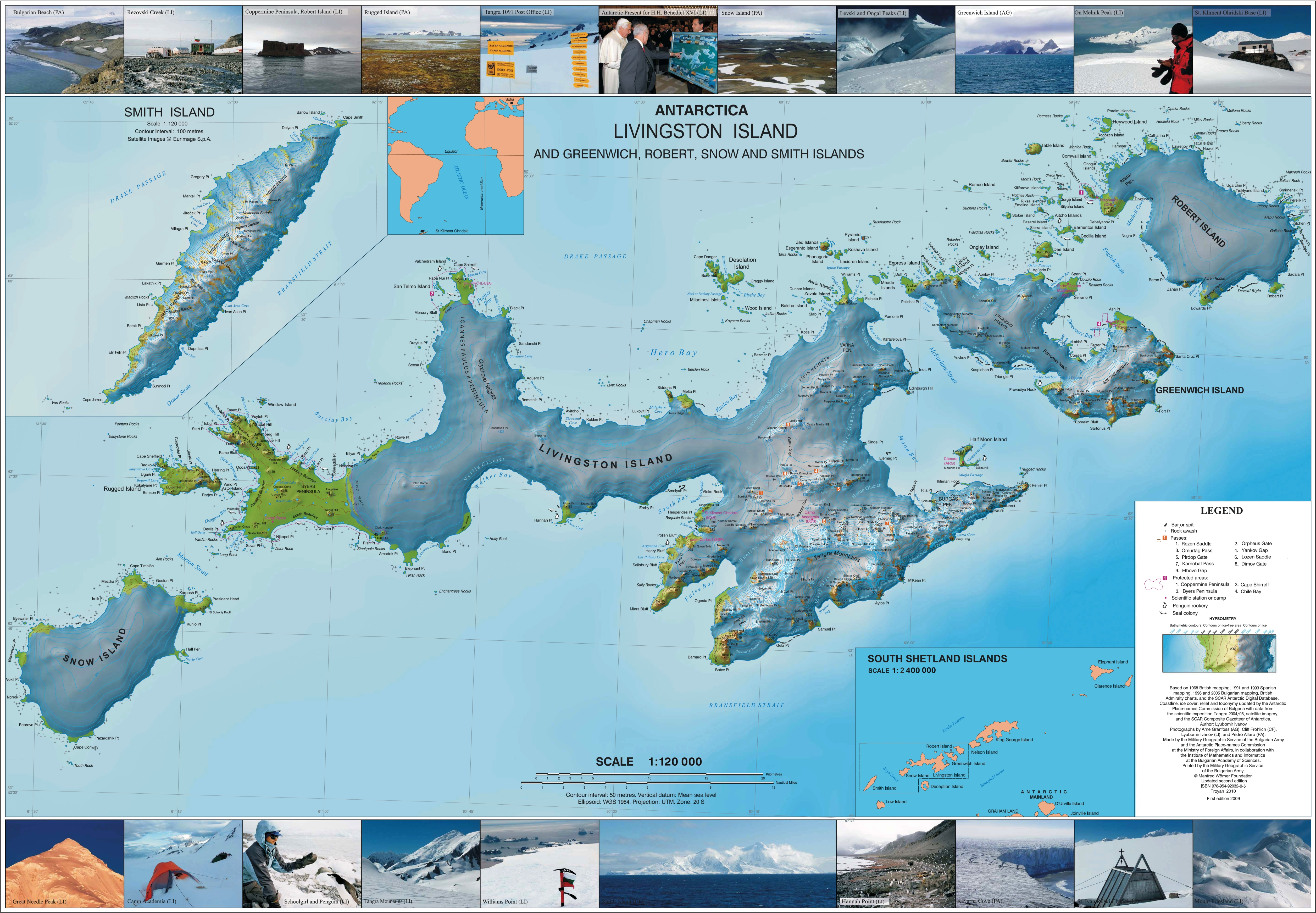
Mapa topográfico das Ilhas Livingston, Greenwich, Robert, Snow e Smith.

As Ilhas Meade são um grupo de duas grandes ilhas, a Ilha Zverino e a Cave, a menor ilha de Pisanitsa e várias rochas na entrada norte do Estreito de McFarlane, na Península de Archar, na Ilha de Greenwich, nas Ilhas Shetland do Sul, na Antártica . As áreas de superfície das duas primeiras ilhas são 48 hectares (120 acre(s)s)  e 18 hectares (44 acre(s)s) .  respectivamente. A área foi visitada por caçadores do século XIX. 
As ilhas foram mapeadas em 1935 pela Discovery Investigations e batizadas em homenagem a CM Meade, cartógrafo encarregado do Escritório Hidrográfico do Almirantado na época. 

## Localização
O ponto médio do grupo situa-se no 62° 27′ 04,4″ S, 60° 04′ 03″ O . 

## Mapa
- LL Ivanov et al. Antártica: Livingston Island e Greenwich Island, Ilhas Shetland do Sul . Escala 1: 100000 mapa topográfico. Sofia: Comissão Antártica de Nomes de Lugares da Bulgária, 2005.